# Embeddedness
Embeddedness („vloženost“) odkazuje v ekonomii a ekonomické sociologii na míru, na kterou je ekonomická aktivita omezena neekonomickými institucemi. Termín byl vytvořen rakouským ekonomickým historikem Karlem Polanyi jako část jeho substantivistického přístupu z díla Velká Transformace (1944). Polanyi tvrdil, že v netržních společenostech neexistují žádné čistě ekonomické instituce, na které lze aplikovat oficiální ekonomické modely. V těchto případech jsou ekonomické činnosti, jako je „zajišťování/dotování“ zabudovány nebo vloženy do nehospodářských příbuzenských, náboženských a politických institucí. Naopak v tržních společnostech byly ekonomické aktivity racionalizovány a ekonomická činnost odloučena („disembedded“) od společnosti a je schopna následovat svou vlastní osobitou logiku zachycenou v ekonomickém modelování. Polanyiovy myšlenky byly přijaty a diskutovány v antropologii ve formalisticko-substantivistické debatě. Následně, termín „vloženost“ (embeddedness) byl dále rozvinut ekonomickým sociologem Markem Granovetterem, který argumentoval, že dokonce i v tržních společnostech, ekonomická aktivita není tak odloučená od společnosti, jak by ekonomické modely navrhovaly.

## Karl Polanyi
Podle Polanyiho v nekapitalistických místech nejsou pre-industiální ekonomické živobytí založené na obchodní výměně, ale na přerozdělování a vzájemnosti. Redistribuce ukazuje existenci středního politického centra jako příklad podobně založeného vedení, které dostává a potom přerozděluje tovar podle kulturně-specifických principů. Ekonomické rozhodnutí v těchto centrech nejsou založené na individuálních volbách, ale na sociálních vztazích, kulturních hodnotách, morálních obavách, politice, náboženství nebo strachu vštěpeném od autoritativních vůdců. Produkce v sedláckých a domorodých společnostech je pro producenty také nazývaná i „produkce na použití“, na druhé straně „produkce na výměnu“, která profituje maximalizaci jako hlavní cíl.
Tato odlišnost v ekonomických typech je vysvětlená pojmem „embeddedness“, v ostatních sociálních institucích jako podobnost v neobchodních ekonomikách. Radši jako být oddělená a odlišná sféra, ekonomika je vložená jak v ekonomických, tak i v neekonomických institucích. Výměna je vnitřní a je regulovaná společností. Například náboženství a vláda jsou také důležité pro ekonomiku jako ekonomické instituce. Socio-kulturní povinnosti, normy a hodnoty mají velkou roli ve strategiích lidského živobytí. V důsledku toho analýza ekonomiky jako analyticky zřetelné entit, která je izolovaná od socio-kulturního a politického kontextu, je chytná už od počátku. Analýza ekonomiky se teda soustředí na studium různých sociálních institucí, na kterých je založené lidské živobytí. Obchod je jediná z různých institucí, která určuje podstatu ekonomických transakcí. Polanyiho centrální argument je ten, že instituce jsou primárně organizace ekonomických procesů. Samostatná ekonomika je „Institucionální proces výměny mezi člověkem a jeho prostředím, jehož výsledek je plynulá dodávka chtěných, vyhovujících materiálních věcí.“

## Mark Granovetter
Ekonomický sociolog Mark Granovetter poskytnul nový výzkumný model. Tvrdil, že neoklasický pohled na ekonomii, který odděloval ekonomii od společnosti a kultury a podporoval roztříštění lidského chování. Granovetter použil koncept vloženosti (embeddedness) do tržní společnosti, kde demonstroval, že i zde jsou racionální obchodní výměny ovlivněné dřívějšími sociálními vazbami. V jeho studii Čínských obchodních sítí v Indonésii našel ekonomické společnosti jedinců vložené (embedded) v sítích se silnými osobními vztahy. V procesech klientelizace je zlepšování mezilidských vztahů mezi obchodníky a zákazníky považované za stejně důležité nebo důležitější než samotný obchod. Obchody neprobíhají mezi neznámými lidmi, ale spíše mezi jednotlivci, kteří mají mezi sebou nějaký dlouhodobý vztah.